# 苏联部长会议主席
苏联部长会议主席是苏联部长会议的最高负责人，同时是苏联的政府首脑，1946年前称为人民委员会主席，通称为“苏联总理”。苏联的首任政府首脑为列宁，他在1922年苏联缔造条约签署后就职人民委员会主席。自苏联创始至苏联解体期间，共有12人曾先后担任此职务，其中列宁与斯大林两人因自然原因在任内去世，赫鲁晓夫因“不流血政变”被强迫退休，三人主动请辞（柯西金、吉洪诺夫与西拉耶夫）。其中列宁、斯大林与赫鲁晓夫三人在任苏联总理时，曾同时担任苏联最高领导人。在赫鲁晓夫被罢免后，苏共中央通过决议禁止苏联总理兼职苏共中央总书记。柯西金为工作时间最长的主席，在任超过16年，并且是唯一一位两届苏联政府内阁领导人，他在1980年退休不久后即去世。西拉耶夫则为工作时间最为短暂的主席，仅为126天（在1991年内）。

## 历史
苏联部长会议的前身「人民委员会」在1917年9月8日由俄罗斯苏维埃联邦社会主义共和国政府设立。在1924年苏联宪法第38条中指出：委员会的权力、功能与义务是由苏联中央执行委员会授予的，中执委同时监督人民委员会工作与立法。人民委员会所颁布的法令与决定是全联盟内绑定的。在1946年，人民委员会在加盟共和国和全联盟两层级别上同时转型成为部长会议。
1964年，在赫鲁晓夫下台后，苏共中央全国代表大会禁止任何个人同时担任国家的两个主要领导职务（指苏联共产党中央委员会总书记（当时称第一书记）和苏联部长会议主席）。随后上台的的柯西金作为苏联部长会议主席主管经济管理方面事务。但当苏联1965年经济改革之后，他的职位实际上被削弱了。在1977年苏联宪法中，苏联部长会议主席成为苏联政府首脑，既为行政分支的主管，也是联盟政府的领导人。苏联总理自此成为苏联政府部门影响力和认知度最高的职务，直至1990年苏联总统确立。苏联总理对苏联最高苏维埃负责，在两届苏维埃当中的休会期间对苏联最高苏维埃主席团负责。总理的任务是解决全国的行政问题，并在一定程度上包括司法在内，司法权并不低于最高苏维埃或主席团的职能。总理负责管理国民经济，制定五年计划，并保证社会文化的发展。
当1991年初雷日科夫被帕夫洛夫所替换后，部长会议被解散并代之以部长内阁，主席身份也随之被改换为总理。1991年八月政变失败后，大多数内阁成员支持政变的真相浮出水面，苏联部长内阁也遭到解散，并替换为“苏联经济运营管理委员会”，后又更名为“苏联跨共和国经济委员会”，其后再次易名为“苏联跨国经济委员会”，简称“经济委员会”。

## 列表
| #  | 姓名 (生–卒)                                   | 姓名 (生–卒) | 任期                                           | 选举                                           | 内阁                                           |
| 1  | 人民委员会主席 (1922–46)                       | 人民委员会主席 (1922–46) | 人民委员会主席 (1922–46)                       | 人民委员会主席 (1922–46)                       | 人民委员会主席 (1922–46)                       |
| -- | ---------------------------------------------- | --- | ---------------------------------------------- | ---------------------------------------------- | ---------------------------------------------- |
| 1  | 列宁 (1870–1924)                               | | 1922年12月30日 - 1924年1月21日                 | —                                              | 列宁第一政府–第二政府                          |
| 1  | 列宁 (1870–1924)                               | 作为第一任苏联总理，领导俄国社会民主工党进行了两次俄国革命（二月革命和十月革命），并建立世界上第一个社会主义国家，俄罗斯苏维埃联邦社会主义共和国（苏俄），又在1922年建立苏联。                                     |                                                |                                                |                                                |
| 2  | 阿列克谢·李可夫 (1881–1938)                    | | 1924年2月2日—1930年12月19日                    | 1929                                           | 李可夫政府                                     |
| 2  | 阿列克谢·李可夫 (1881–1938)                    | 布尔什维克党内的一名温和派成员，他与其他温和派成员在1930年被迫对党“承认了错误”，并因此失去了这一职位，1938年被处决。                                                                                               |                                                |                                                |                                                |
| 3  | 莫洛托夫 (1890–1986)                           | | 1930年12月19日 – 1941年5月6日                  | 1937                                           | 莫洛托夫政府                                   |
| 3  | 莫洛托夫 (1890–1986)                           | 他监管斯大林的农业集体化政策，完成了苏联第一个五年计划的实现。期间苏联实现了工业化，并在1937–38年实施了大清洗。雖然有巨大的人力消耗，莫洛托夫名义上领导下的苏联，在工农业科技的采用和广泛应用出现了巨大的飞跃。    |                                                |                                                |                                                |
| 4  | 约瑟夫·斯大林 (1878–1953)                      | | 1941年5月6日 - 1946年3月15日                   | 1946                                           | 斯大林第一政府                                 |
| 4  | 约瑟夫·斯大林 (1878–1953)                      | 领导国家渡过了苏德战争时期（第二次世界大战的一部分）并开始了国家的重建阶段。他将人民委员会改组并重新命名为部长会议。                                                                                               |                                                |                                                |                                                |
| 4  | 部长会议主席（1946–1991）                      | |                                                |                                                |                                                |
| 4  | 约瑟夫·斯大林 （1878–1953）                    | | 1946年3月15日—1953年3月5日                     | 1950                                           | 斯大林第二政府                                 |
| 4  | 约瑟夫·斯大林 （1878–1953）                    | 战后，斯大林在东欧大部建立了共产党政府，东欧及外蒙古长期处于苏联控制，即所谓“铁幕”下的东方集团，与西方世界形成敌对关系，展開冷战。                                                                                 |                                                |                                                |                                                |
| 5  | 格奥尔基·马林科夫 (1902–1988)                  | | 1953年3月6日 – 1955年2月8日                    | 1954                                           | 马林科夫第一政府–第二政府                      |
| 5  | 格奥尔基·马林科夫 (1902–1988)                  | 在斯大林死后接权，但在紧接着的与赫鲁晓夫的权力斗争中失败。他继续担任总理一职直至赫鲁晓夫开始去斯大林化这一过程。根据赫鲁晓夫的命令，他被尼古拉·布尔加宁代替。                                                      |                                                |                                                |                                                |
| 6  | 尼古拉·布尔加宁 (1895–1975)                    | | 1955年2月8日—1958年3月27日                     | 1958                                           | 布尔加宁政府                                   |
| 6  | 尼古拉·布尔加宁 (1895–1975)                    | 监管了去斯大林化时期。最初是赫鲁晓夫强有力的支持者，但由于他后来开始怀疑部分激进政策，随后被定性为反党集团，并最终被赫鲁晓夫本人所替代。                                                                           |                                                |                                                |                                                |
| 7  | 尼基塔·赫鲁晓夫 (1894–1971)                    | | 1958年3月27日－1964年10月14日                  | 1962                                           | 赫鲁晓夫第一政府–第二政府                      |
| 7  | 尼基塔·赫鲁晓夫 (1894–1971)                    | 领导国家渡过古巴导弹危机。主持了诸多改革和政策创新，如1961年的金融改革。但他飘忽不定的作风越来越严重，最终导致特权阶层将其同时从总理和共产党第一书记上罢免。                                                       |                                                |                                                |                                                |
| 8  | 阿列克谢·柯西金 (1904–1980)                    | | 1964年10月15日－1980年10月23日                 | 1966, 1970, 1974, 1979                         | 柯西金第一政府–第五政府                        |
| 8  | 阿列克谢·柯西金 (1904–1980)                    | 与勃列日涅夫和尼古拉·波德戈尔内形成三人的集体领导制，被称为停滞时期。柯西金在其领导时期主导了三次大规模的经济改革，1965、1973–74以及1979经济改革。他在1980年10月退休，并在两个月后去世。                           |                                                |                                                |                                                |
| 9  | 尼古拉·吉洪诺夫 (1905–1997)                    | | 1980年10月23日 – 1985年9月27日                 | 1984                                           | 吉洪诺夫第一政府–第二政府                      |
| 9  | 尼古拉·吉洪诺夫 (1905–1997)                    | 柯西金离开后，吉洪诺夫即成为新的总理，在其任内先后渡过了勃列日涅夫后期、尤里·安德罗波夫和康斯坦丁·契尔年科时期，以及戈尔巴乔夫的最初期。在安德罗波夫后期至契尔年科得势这段时期内，吉洪诺夫是苏联“事实上的”领导人。 |                                                |                                                |                                                |
| 10 | 尼古拉·雷日科夫 (1929—2024)                    | | 1985年9月27日 – 1991年1月14日                  | 1989                                           | 雷日科夫第一政府–第二政府                      |
| 10 | 尼古拉·雷日科夫 (1929—2024)                    | 雷日科夫支持戈尔巴乔夫的政策，即通过减少中央计划和引进新兴科技来复苏重建苏联经济。然而，他抵制戈尔巴乔夫后期试图向苏联经济引入市场机制所做出的努力。当部长会议被解散后，他被迫退休。                               |                                                |                                                |                                                |
| 11 | 苏联总理 (1991)                                | 苏联总理 (1991) | 苏联总理 (1991)                                | 苏联总理 (1991)                                | 苏联总理 (1991)                                |
| 11 | 瓦连京·帕夫洛夫 (1937–2003)                    | | 1991年1月14日 - 1991年8月22日                  |                                                | 帕夫洛夫第一政府                               |
| 11 | 瓦连京·帕夫洛夫 (1937–2003)                    | 帕夫洛夫作为一个妥协的候选人被选举上了新的总理职位。他在1991年实施了一次极其不成功的金融改革，失败后加入了国家紧急状态委员会。紧急状态委员会企图在8月19日罢免戈尔巴乔夫。政变失败后，帕夫洛夫在8月29日被捕。       |                                                |                                                |                                                |
| 12 | 跨共和国经济委员会主席 – 经济委员会总理 (1991) | 跨共和国经济委员会主席 – 经济委员会总理 (1991) | 跨共和国经济委员会主席 – 经济委员会总理 (1991) | 跨共和国经济委员会主席 – 经济委员会总理 (1991) | 跨共和国经济委员会主席 – 经济委员会总理 (1991) |
| 12 | 伊万·西拉耶夫 （1930—2023）                    | | 1991年9月6日—1991年12月26日                    | -                                              | 西拉耶夫政府                                   |
| 12 | 伊万·西拉耶夫 （1930—2023）                    | 1991年八一九政变后，苏联中央政府失去了它对大多数共和国的权力。西拉耶夫与戈尔巴乔夫没有能力掌控这一苏维埃国家，最终导致了它的结束。                                                                                 |                                                |                                                |                                                |